# Impulsy trójkątne
Impulsy trójkątne (eksponencjalne) to impulsy o przedłużonym czasie narastania i opadania natężenia prądu. Impulsy mają kształt ostrych trójkątów o czasie trwania 1 ms i czasie przerwy 19 ms, co odpowiada częstotliwości 50 Hz. Impuls tak jest wytwarzany przez wiele współczesnych aparatów do elektroterapii, ponieważ wywołuje długotrwałe skurcze tężcowe mięśni. 

## Zastosowanie
Prądy o impulsach trójkątnych stosuje się przede wszystkim do stymulacji mięśni odnerwionych celem zapobiegania ich zanikowi.